# کارزار بوگنویل

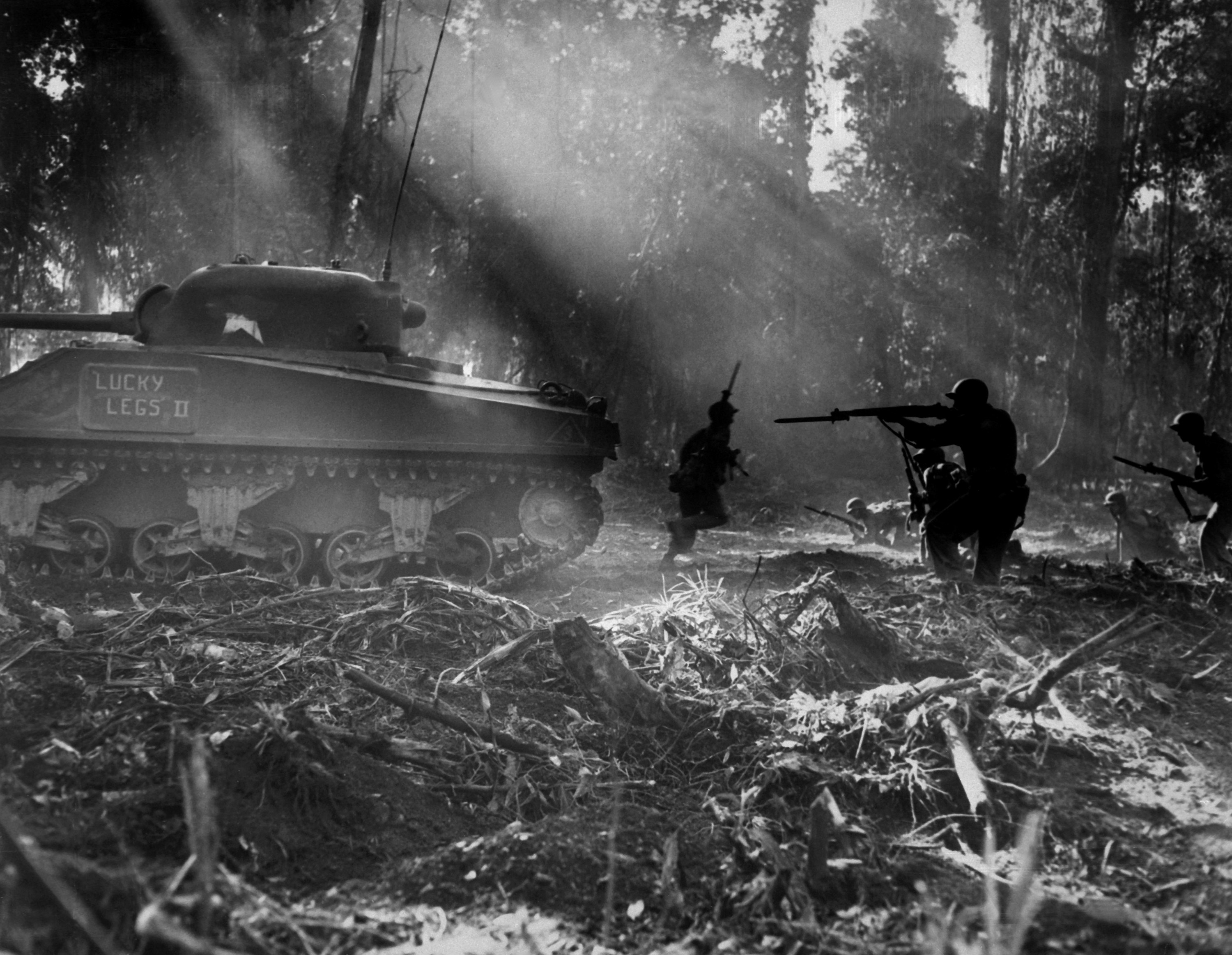
سربازان آمریکایی در بوگنویل - ۱۹۴۴

کارزار بوگنویل نام مجموعه نبردهایی از جنگ جهانی دوم است که در خلال سال‌های ۱۹۴۳ تا ۱۹۴۵ در شمال جزایر سلیمان و میان متفقین به خصوص آمریکا و امپراتوری ژاپن رخ داد. در نهایت این کارزار با پیروزی متفقین خاتمه یافت.